# Garrett Crochet
Garrett Nolan Crochet (Ocean Springs, Misisipi, 21 de junio de 1999), más conocido como Garrett Crochet, es un jugador profesional estadounidense de béisbol que se desempeña en la posición de lanzador en Boston Red Sox, equipo de las Grandes Ligas de Béisbol (MLB). Logró obtener el premio Regreso del Año.

## Carrera
Crochet jugó como profesional cuatro temporadas en Chicago White Sox (2020-2021, 2023-2024), después pasó a Boston Red Sox.

## Premios
En 2024, fue galardonado con el premio Regreso del Año.